# Saysunee Jana
Saysunee Jana (1974) es una deportista tailandesa que compitió en esgrima en silla de ruedas. Ganó diez medallas en los Juegos Paralímpicos de Verano entre los años 2004 y 2024.

## Palmarés internacional
| Juegos Paralímpicos | Juegos Paralímpicos     | Juegos Paralímpicos | Juegos Paralímpicos  |
| Año                 | Lugar                   | Medalla             | Prueba               |
| ------------------- | ----------------------- | ------------------- | -------------------- |
| 2004                | Atenas (Grecia)         | Medalla de oro      | Espada individual B  |
| 2004                | Atenas (Grecia)         | Medalla de bronce   | Florete individual B |
| 2008                | Pekín (China)           | Medalla de bronce   | Espada individual B  |
| 2012                | Londres (Reino Unido)   | Medalla de oro      | Espada individual B  |
| 2016                | Río de Janeiro (Brasil) | Medalla de plata    | Espada individual B  |
| 2020                | Tokio (Japón)           | Medalla de bronce   | Espada individual B  |
| 2024                | París (Francia)         | Medalla de oro      | Florete individual B |
| 2024                | París (Francia)         | Medalla de oro      | Espada individual B  |
| 2024                | París (Francia)         | Medalla de oro      | Sable individual B   |
| 2024                | París (Francia)         | Medalla de bronce   | Espada por equipos   |